# Armenochori
Armenochori (gr. Αρμενοχώρι) – wieś w Republice Cypryjskiej, w dystrykcie Limassol. W 2011 roku liczyła 218 mieszkańców.
Dosłownie nazwa wsi oznacza „Ormiańska wieś”, bowiem od starożytności zamieszkiwana była przez potomków armii ormiańskiego króla Tigranesa Wielkiego, który w 85 p.n.e. podbił Syrię, Liban, Palestynę, Anatolię i Cypr. W latach 30. i 40. XX wieku większość Greków i Ormian opuściła wieś, a w okresie panowania brytyjskiego ich miejsce zajęła napływowa ludność turecka, ale także ormiańscy uciekinierzy z kontynentalnej Turcji.